# أندي (داغستان)
أندي (بالروسية: Анди) هي مدينة في جمهورية داغستان في روسيا. ويبلغ عدد سكانها حوالي 5181  نسمة.